# Miles Davis and Horns
Miles Davis and Horns è un album del trombettista jazz Miles Davis pubblicato dalla Prestige nel 1956.

## Il disco
L'album, il terzo nel formato a 12 pollici di Miles Davis per la Prestige, è sostanzialmente una raccolta dei brani precedentemente pubblicati su due album a 10 pollici e riuniti in una nuova edizione. Le note di copertina indicano che i brani furono rimasterizzati per l'occasione da Rudy Van Gelder, tecnico del suono di punta della casa discografica di Bob Weinstock.
Le due selezioni riflettono due momenti molto diversi della vita del trombettista anche se registrate a soli due anni di distanza. I brani del 17 gennaio del 1951 furono i primi incisi da Davis come leader per la Prestige. In quell'occasione Davis incise anche per la prima volta con Sonny Rollins che, lo stesso giorno e con la stessa formazione, registrò per la prima volta un brano a suo nome. I brani provengono in gran parte dal 33 giri a 10 pollici Modern Jazz Trumpets pubblicato lo stesso anno, un disco collettivo che conteneva anche registrazioni di Fats Navarro, Dizzy Gillespie e Kenny Dorham. Blue Room fu pubblicata invece su un singolo a 78 giri. La carriera di Davis agli inizi del 1951 sembrava in crescita e il musicista era stimato come uno dei migliori trombettisti della scena jazz anche se ormai calcava le scene da diversi anni. Il suo nuovo contratto con la Prestige gli permise di iniziare ad incidere dischi a suo nome accompagnato dai migliori jazzisti dell'epoca.
Dall'album a 10 pollici Miles Davis Plays the Compositions of Al Cohn provengono invece le tracce registrate il 19 febbraio 1953. La seduta di registrazione fu organizzata da Weinstock con l'intenzione di rilanciare Davis che, alle prese con gravi problemi di dipendenza dalla droga, da oltre un anno non incideva nulla per la sua etichetta. Il trobettista aveva inciso solo alcuni brani per la Blue Note Records l'anno prima e da molti mesi sembrava aver abbandonato una regolare attività musicale faticando anche a trovare ingaggi nei club. L'idea di fare un disco di composizioni del sassofonista bianco Al Cohn non piacque particolarmente a Davis che comunque accettò solo per poter raggranellare qualche dollaro. Wienstock inoltre volle mettere in piedi una formazione affidabile, escludendo musicisti troppo coinvolti con problemi di tossicodipendenza. Oltre a John Lewis e ai veterani del bebop Kenny Clarke e Leonard Gaskin, la formazione comprendeva due sassofonisti bianchi, Zoot Sims e lo stesso Al Cohn. I due avevano entrambi fatto parte dell'orchestra di Woody Herman nella celebre sezione di fiati nota come Four Brothers (Cohn era entrato nella seconda incarnazione dell'orchestra nota come "Secondo gregge").
I quattro pezzi registrati furono eseguiti con l'arrangiamento dello stesso Cohn, ma con il contributo di John Lewis. Si tratta comunque di brani quasi esclusivamente orchestrali eseguiti in modo preciso e un po' asettico, nei quali Miles Davis intervenne con poca ispirazione.
Miles Davis and Horns sostituì i precedenti 10 pollici nel catalogo Prestige e fu ripubblicato varie volte, anche con titolo e copertina diversi, fino ad essere rimasterizzato digitalmente e distribuito su CD negli anni novanta. Una versione alternativa di Blue Room proveniente dal 33 giri a 10 pollici Blue Period del 1953, fu inclusa in una riedizione degli anni settanta e in quelle successive su CD.

## Tracce
Lato A
1. Tasty Pudding - (Al Cohn) -  3:20
2. Floppy - (Al Cohn) - 6:003
3. Willie the Wailer - (Al Cohn) - 4:26

Lato B
1. For Adults Only - (Al Cohn) - 5:33
2. Morpheus - (John Lewis) - 2:21
3. Down - (Miles Davis) - 2:51
4. Blue Room (take 2) - (Richard Rodgers, Lorenz Hart) – 3:00
5. Whispering - (Vincent Rose, John Schoenberger, Richard Coburn) - 3:03

Tracce aggiuntive nelle edizioni su CD
1. Blue Room (take 1) - (Richard Rodgers, Lorenz Hart) – 2:47

## Formazione
- Tasty Pudding, Floppy, Willie the Wailer, For Adults Only - Beltone Studios, New York, 19 febbraio 1953
  - Miles Davis - tromba
  - Sonny Truitt - trombone
  - Al Cohn - sassofono tenore
  - Zoot Sims - sassofono tenore
  - John Lewis - pianoforte
  - Leonard Gaskin - contrabbasso
  - Kenny Clarke - batteria
- Morpheus, Whispering, Down, Blue Room - Apex Studio, New York, 17 gennaio 1951
  - Miles Davis - tromba
  - John Lewis - pianoforte
  - Bennie Green - trombone
  - Sonny Rollins - sassofono tenore[9]
  - Percy Heath - contrabbasso
  - Roy Haynes - batteria

## Edizioni
- 1956 – LP, Prestige Records LP 7025
- 1964 – Early Miles, LP, Prestige Records LP 7168, riedizione stereo con titolo e copertina diversi
- 1972 – Early Miles, LP, Prestige Records BJS 40161, riedizione con titolo e copertina diversi. Include 9 tracce con entrambe le versioni di Blue Room
- 1983 – LP, Original Jazz Classics Fantasy Records OJC-053
- 1990 – CD, Original Jazz Classics Fantasy Records OJCCD 053-2, edizione rimasterizzata con tutti i brani del 17 gennaio 1951
- 2001 – CD, Original Jazz Classics ZyX Music OJC20 053-2, edizione rimasterizzata a 20 bit
- 2009 – All Miles - The Prestige Albums, CD (x14), Universal Classics & Jazz 0600753217566, Italia, cofanetto che contiene la versione rimasterizzata del 1990
- 2010 – All Miles - The Prestige Albums, CD (x14), Universal Classics & Jazz 0600753315729, Italia, cofanetto che contiene la versione rimasterizzata del 1990

### Singoli e altri album
78 giri
- Miles Davis, Morpheus / Blue Room, 78gg, Prestige Records PR 734
- Miles Davis, Down / Whispering, 78gg, Prestige Records PR 742
- Miles Davis, Tasty Pudding, Pt. 1 & 2, 78gg, Prestige Records PR 884

Long playing 33 giri 10"
- 1951 – Miles Davis, Fats Navarro, Dizzy Gillespie, Kenny Dorham, Modern Jazz Trumpets, LP 10", Prestige Records PRLP 113
- 1953 – Miles Davis, Blue Period, LP 10", Prestige Records PRLP 140
- 1953 – Miles Davis, Miles Davis Plays the Compositions of Al Cohn, LP 10", Prestige Records PRLP 154